# Jorge Dangond Daza
Jorge Dangond Daza (Villanueva, La Guajira, 24 de octubre de 1922-Valledupar, Cesar, 11 de diciembre de 2008) fue un político, empresario e industrial colombiano, militante del Partido Conservador Colombiano.
A lo largo de su vida pública fue concejal, dos veces alcalde de Valledupar, gobernador del departamento del Cesar, representante a la cámara y senador de la república. Como alcalde nombrado por Gustavo Rojas Pinilla fue artífice del desarrollo de la infraestructura de Valledupar hacia el modernismo a mediados del siglo XX y la expansión de la ciudad. Fue cofundador del departamento del Cesar, del cual fue gobernador durante la presidencia de Julio César Turbay. Durante la bonanza del algodón en el departamento del Cesar, fue considerado el mayor productor de algodón del país, contando con más de 1500 empleados y más de 3.000 hectáreas sembradas. Murió tras padecer el mal de Alzheimer por tres años.

## Biografía

### Alcalde de Valledupar (1955-1957)
En 1955 fue nombrado alcalde de Valledupar por el gobernador del departamento del Magdalena, coronel Rafael Hernández Pardo y en la que organizó la primera Feria ganadera de Valledupar. construyó parques de recreación infantil y un hotel de turismo, amplió las redes eléctricas y aumentó la capacidad generadora de 95 kW a 750 kW, y construyó el puente sobre el río Guatapurí en Hurtado. Además, la construcción del puesto de salud en Patillal y en otros pueblos, mejoramiento de los servicios del Hospital Rosario Pumarejo de López y construcción de puentes para articular la comunicación de la ciudad con sus corregimientos y veredas.
Fue concejal de Valledupar entre 1960 y 1970, del que fue presidente consecutivamente.

### Congreso de Colombia
Dangond Daza se desempeñó como representante a la Cámara durante los periodos entre el 20 de julio de 1962 al 19 de julio de 1963; y del 20 de julio de 1968 al 19 de julio de 1969. El accionante también ocupó el cargo de Senador de la República en los períodos comprendidos entre el 20 de julio de 1978 y el 19 de julio de 1979; y el 20 de julio de 1980 y el 19 de julio de 1981.

### Gobernador del departamento del Cesar (1981-1982)
Dangond fue gobernador del departamento del Cesar entre el 23 de marzo de 1981 y el 22 de agosto de 1982. Logró entregar el primer estudio de desarrollo urbanístico.

#### Gabinete
El gabinete del gobernador Dangond estuvo conformado por:
- Secretario de gobierno: Iván Castro Maya
- Secretario de Hacienda y Finanzas: Álvaro Lima Cubillos
- Secretario de Desarrollo: Aníbal Gómez Strauch
- Secretario de Agricultura y Ganadería: Alfredo Cuello Dávila
- Secretario de Educación: Hermel Daza Torres
- Jefe de Planeación: José Horlandy Castro
- Jefe Oficina Jurídica: Tiberio Royero
- Secretario General: Alonso Fernández Onate
- Jefe de Oficina de Valorización: Calixto Mejía Castro
- Gerente del Instituto para el Desarrollo del Cesar: Fabio Daza Tovar
- Director del Centro de Rehabilitación Infantil: Alberto Quintero Molina
- Gerente Lotería La Vallenata: José Antonio Maya Martínez

Durante su gestión como gobernador, la alcaldía de Valledupar estuvo a cargo de la alcaldesa María Clara Quintero.

## Familia
Hijo del general Beltrán Dangond Celedón, quien participó en la Guerra de los Mil Días, y Emma Daza de Dangond. Estuvo casado desde el 1.° de diciembre de 1948 con Elisa Castro Palmera, con quien tuvo seis hijos: José Jorge, Elsie de la Inmaculada, Leonor, Eduardo, María Elisa y Fernando.
José Jorge Dangond - María Victoria Cuello: Hijos: Adriana, Paola y Jorge Dangond Cuello.
Elsie Dangond - Ricardo Gutiérrez: Hijos: Claudia, Felipe y Mauricio Gutiérrez Dangond.
Eduardo Dangond - Liliana Manrique: Hijos: Eduardo Andrés. Beltrán Francisco y Juan Dangond Manrique.
Leonor Dangond: Hijos: Carlos, Galatea y Oceana Galkiewicz Dangond; Camila Andrade Dangond.
María Elisa Dangond - Efraín Quintero: Hijos: Fernando, Valeria y María Laura Quintero Dangond.
Fernando Dangond - Mónica Lacouture: Hijos: Daniel, David y Cristina Dangond Lacouture.

## Obras publicadas
- De París a Villanueva
- Renacimiento de Valledupar